# Ángel Iznardi
Ángel Iznardi (Cádiz, c. 1804 -  c. 1857), periodista, político y conspirador español.

## Biografía
Ángel Iznardi de la Cueva empezó estudios de medicina en Cádiz, pero los abandonó por el periodismo en Madrid. Era hijo del cirujano de la Armada Francisco Iznardi y de la gaditana Ángela de la Cueva, y a lo largo de su trayectoria se desempeñó en múltiples ocupaciones. Casado con la cordobesa Antonia Vasconi, hija de José Vasconi, fueron padres de Emilio y Ángel Iznardi Vasconi, ambos ingenieros.
De ideología liberal progresista, frecuentó desde 1828 la tertulia de Salustiano Olózaga, donde conoció además a Domingo del Monte, con quien intercambió correspondencia epistolar, a Ramón Mesonero Romanos y a Tomás Quintero. Empezó su carrera periodística en uno de los pocos periódicos autorizados entonces, el Correo Literario y Mercantil (1828-1833) de José María Carnerero, y también en el Boletín Oficial de Madrid. Fue detenido poco antes que Olózaga en 1830 y después otra vez en 1832 y conducido a una cárcel de Miguelturra, de donde tras seis meses encerrado pudo escaparse y marchar a París. Fallecido Fernando VII y vueltos los liberales al poder, fundó en Madrid el periódico progresista El Eco del Comercio (1834-1849). Junto con Manuel Barrios (compañero de logia de Juan de Dios Álvarez Mendizábal, fue quien organizó la llamada Sargentada de La Granja (por el real sitio de La Granja de San Ildefonso), por instigación del citado Mendizábal y de José María Calatrava, futuros Ministros de Hacienda y Presidente del Gobierno respectivamente. La Sargentada consistió en el pronunciamiento del Segundo Regimiento de la Guardia Real al frente de sus sargentos durante la noche del 12 de agosto de 1836. Fue recompensado nombrándosele jefe político de Logroño en 1837 y de Córdoba durante la regencia del general Baldomero Espartero (1841-1843). 
Fue nombrado también en 1854 director general de Correos en recompensa a sus trabajos preparando la revolución de julio. Firmó a veces con los pseudónimos de Darsino Daltico (poesía) y El Mirón (prosa, sobre todo cuadros costumbristas). Como autor dramático, tradujo y adaptó del francés varias comedias del prolífico Eugène Scribe y también de Alejandro Dumas.

## Obras
- Visita de la provincia de Córdoba hecha por el gefe político don Ángel Iznardi en febrero y marzo de 1841[S.l.] [s.n.] [1841]
- Memoria de Correos presentada por Don Ángel Iznardi, Director General del Ramo, al Excmo. Señor Ministro de la Gobernación, en octubre de 1855, Madrid, En la Imprenta Nacional, 1855.
- Elementos de Geografía universal: Con tres cartas. Madrid: Saavedra y Compa., 1850.
- Con Fermín Caballero y Antonio Gómez Navarrete, Dictamen de la comisión especial [Fermín Caballero. Antonio Gómez Navarrete y Ángel Iznardi] nombrada por el Ayuntamiento Constitucional de Madrid en 14 de enero de 1840, para el nuevo arreglo de las divisiones administrativas de esta M. H. V.: aprobado en sesión extraordinaria de 1o. de Junio de dicho año.  Madrid, Yenes [s.a. - 1840]
- Los celos de una muger. Comedia en tres actos. [Madrid, Imprenta de V. de Lalama, 1852]
- Bienes mal adquiridos: comedia en tres actos, manuscrito c. 1857.